# Zwartewaterland
Zwartewaterland (en bas saxon : Zwärtewäterlaand) est une commune néerlandaise située en province d'Overijssel. Établie le 1er janvier 2001 à partir des anciennes communes de Genemuiden, Hasselt et Zwartsluis, elle compte 22 899 habitants au 1er juillet 2021.

## Géographie

### Situation

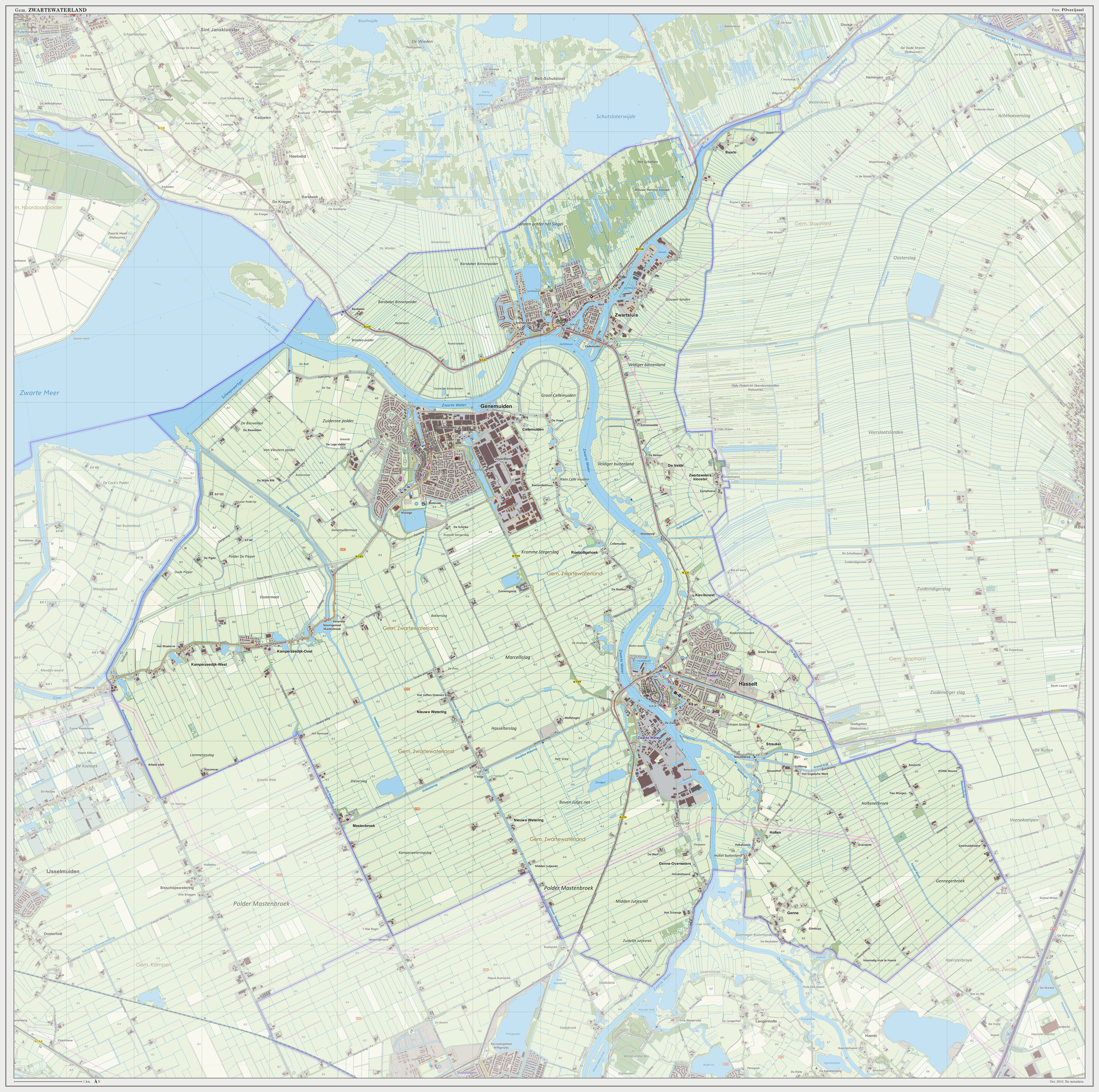
Carte topographique de Zwartewaterland (2013).

Zwartewaterland couvre une superficie de 87,86 km2, dont 82,49 km2 de terres, dans le nord-ouest de l'Overijssel et de la région historique et naturelle du Salland, au sein de la première.
Elle borde les communes de Steenwijkerland au nord, Staphorst à l'est, Zwolle au sud, Kampen au sud-ouest et Noordoostpolder, au Flevoland, au nord-ouest, de laquelle elle est séparée par le Zwarte Meer, l'un des lacs de bordure des Pays-Bas, à cheval entre l'Overijssel et le Flevoland.
Une petite partie du nord de Zwartewaterland est comprise dans le parc national Weerribben-Wieden, établi en 1992, sa majeure partie étant située dans la commune de Steenwijkerland.

### Localités
La commune de Zwartewaterland comprend les localités suivantes : Baarlo, Cellemuiden, De Velde, Genemuiden, Hasselt, Kamperzeedijk-Oost, Kamperzeedijk-West, Kievitsnest, Zwartewatersklooster et Zwartsluis, ainsi que partiellement Mastenbroek, également couverte par les communes voisines de Kampen et Zwolle.